# Východní Tatry
Východní Tatry (slovensky Východné Tatry, polsky Tatry Wschodnie) jsou jeden ze dvou vyšších geomorfologických podcelků Tater. Tím druhým jsou Západní Tatry. Hranice mezi nimi na slovenské straně probíhá od Ľaliového sedla na hlavním hřebeni Tater horní částí Tiché doliny do sedla Závory. Ze sedla pokračuje Kobylí a Kôprovskou dolinou do Podbanského. Nejvyšší horou je Gerlachovský štít (2654,4 m m. m.).

## Rozdělení
Východní Tatry se dělí na Vysoké Tatry a Belianske Tatry. Jsou od sebe oddělené dvěma protilehlými dolinami spadajícími s Kopského sedla (Zadné Meďodoly, Predné Meďodoly). Ze Zadných Meďodolů pokračuje dolním úsekem Javorové doliny. Z Predných Meďodolů pokračuje úbočím Bujačího vrchu a Dolinou Siedmich Prameňov.
Následující mapa zobrazuje polohu nejvyšších vrcholů Vysokých Tater (Gerlachovský štít, 2654 m) a Belianských Tater (Havran, 2152 m), a také Ľaliového sedla, oddělujícího Východní Tatry od Západních.